# Criador lusitano
O Criador lusitano é um verdadeiro pombo de utilidade, que foi apresentado pela primeira vez numa exposição em 1909, embora com ligeiras diferenças em relação às características instituídas pelos actuais padrões.
Produto de cruzamentos de Mariola com Pombo-correio e, entre outros, o "Show-Homer" inglês, o Criador Lusitano justifica plenamente o seu nome pelas extraordinárias qualidades de criador e reprodutor. É, sem dúvida, o perfeito pombo de utilidade da Columbofilia Portuguesa, chegando a atingir os 900 gramas, o que em matéria alimentar é deveras importante. Mas o seu aspecto, naturalmente corpulento e vigoroso, não deixa de ter equilíbrio estético, sendo uma espécie que se impõe também pela sua beleza e vivacidade.
Alguns aspectos gerais deste pombo que alem de excelente corredor pode ser utilizado na alimentação.
- Aspecto geral. - muito robusto e alongado, de porte quase horizontal;
- Medida - do bico à cauda (estendendo o pescoço e a cabeça), cerca de 43 centímetros;
- Peso - entre 700 e 800 gramas;
- Cabeça - forte, «acarneirada» e alongada;
- Bico - forte, alongado e no seguimento* das linhas da cabeça;
- Carúnculas - em forma de V, alongadas e pouco rugosas;
- Olhos - claros ou alaranjados. Nos brancos admite-se o olho-de-boi;
- Orlas - de largura média e pouco carnudas, com tonalidade de harmonia com a pigmentação;
- Pescoço - forte e alto, com a região da barbela bem escorrida;
- Peito e dorso - largos e salientes;
- Asas - fortes, destacadas, encostando à cauda;
- Pernas - fortes, afastadas uma da outra;
- Cauda - bem afastada do solo, de largura e comprimento médios.